# Anomala oehleri
Anomala oehleri är en skalbaggsart som beskrevs av Carsten Zorn 2011. Anomala oehleri ingår i släktet Anomala och familjen Rutelidae. Inga underarter finns listade i Catalogue of Life.